# Кастиљоне Месер Раимондо
Кастиљоне Месер Раимондо (итал. Castiglione Messer Raimondo) је насеље у Италији у округу Терамо, региону Абруцо.
Према процени из 2011. у насељу је живело 436 становника. Насеље се налази на надморској висини од 286 м.

## Становништво
| 1931. | 1936. | 1951. | 1961. | 1971. | 1981. | 1991. | 2001. | 2011. |
| ----- | ----- | ----- | ----- | ----- | ----- | ----- | ----- | ----- |
| 3.968 | 4.248 | 4.213 | 3.527 | 3.031 | 2.615 | 2.590 | 2.570 | 2.364 |